# Sacro Cuore di Maria (titolo cardinalizio)
Sacro Cuore di Maria (in latino: Titulus Sacri Cordis Beatae Mariae Virginis ad Forum Euclidis) è un titolo cardinalizio istituito da papa Paolo VI il 5 febbraio 1965 con la costituzione apostolica Sacrum Patrum Cardinalium. Il titolo insiste sulla basilica del Sacro Cuore Immacolato di Maria, che è retta dalla congregazione dei Missionari figli del Cuore Immacolato di Maria.
Dal 26 novembre 1994 il titolare è il cardinale Julius Riyadi Darmaatmadja, arcivescovo emerito di Giacarta.

## Titolari
Si omettono i periodi di titolo vacante non superiori ai 2 anni.
- Ángel Herrera Oria (25 febbraio 1965 - 28 luglio 1968 deceduto)
- Arcadio María Larraona Saralegui, C.M.F. (28 aprile 1969 - 7 maggio 1973 deceduto)
  - Titolo vacante (1973 - 1976)
- Lawrence Trevor Picachy, S.I. (24 maggio 1976 - 29 novembre 1992 deceduto)
- Julius Riyadi Darmaatmadja, S.I., dal 26 novembre 1994